# Trypeticus schawalleri
Trypeticus schawalleri är en skalbaggsart som beskrevs av Kanaar 2003. Trypeticus schawalleri ingår i släktet Trypeticus och familjen stumpbaggar. Inga underarter finns listade i Catalogue of Life.